# Phytalmiinae
Phytalmiinae zijn een onderfamilie van insecten uit de orde vliegen en muggen of tweevleugeligen (Diptera). Bij de onderfamilie zijn circa 100 geslachten met ruim 300 soorten ingedeeld.